# William Lenoir
William Benjamin "Bill" Lenoir (Miami, 14 de março de 1939 — Condado de Sandoval, 28 de agosto de 2010) foi um astronauta norte-americano.

## Biografia
Formado em engenharia elétrica e filosofia pelo Instituto de Tecnologia de Massachusetts (MIT), trabalhou como instrutor de ensino e professor assistente na famosa universidade entre 1964 e 1965, ensinando teoria eletromagnética e teoria de sistemas e fazendo pesquisas em sistema de controle remoto e satélites.
Em agosto de 1967 foi selecionado como astronauta-cientista pela NASA, onde completou treinamento acadêmico inicial e fez um curso de voo de um ano no Texas. Nos anos 1970, foi tripulante reserva de duas missões do programa Skylab. Em 11 de novembro de 1982, foi ao espaço como especialista de missão da STS-5 Columbia, a primeira viagem totalmente operacional do ônibus espacial, uma missão de cinco dias que colocou em órbita terrestre dois satélites comerciais, acumulando 122 horas no espaço.
Lenoir estava escalado para fazer a primeira caminhada espacial do programa dos ônibus espaciais nesta missão, mas ficou doente no dia programado e a experiência precisou ser adiada por um dia, sendo depois cancelada por problemas detectados nos trajes espaciais que seriam usados na atividade extraveicular.
Após seu voo, trabalhou em terra como responsável pelo desenvolvimento das missões da Columbia junto ao departamento de astronautas. Em setembro de 1984 ele se retirou da NASA para trabalhar como consultor de tecnologia de uma empresa na Virgínia, retornando à agência em junho de 1989 como administrador associado para os voos espaciais, sendo responsável pelo desenvolvimento, operação e implementação da política necessária para o programa espacial e todas as atividades civis de lançamento espacial do governo dos Estados Unidos.
Em abril de 1992 deixou a NASA pela segunda e última vez, assumindo posição de direção em empresa da iniciativa privada.